# Djungelbuskvaktel
Djungelbuskvaktel (Perdicula asiatica) är en asiatisk hönsfågel i familjen fasanfåglar som huvudsakligen förekommer i Indien.

## Utseende
Djungelbuskvakteln är en liten (17 cm) vaktelliknande fågel. Hanen har tvärstrimmig undersida i svartvitt, rostorange strupe och orangebeige undergump. På huvudet syns ett vitkantat rödbrunt ögonbrynsstreck, ett vitt mustaschstreck och bruna örontäckare. Honan har vinbeige undersida med liknande huvudteckning som hanen.

## Utbredning och systematik
Djungelbuskvaktel delas in i fem underarter med följande utbredning:
- Perdicula asiatica punjabi – förekommer i nordvästra Indien
- Perdicula asiatica vidali – förekommer i sydvästra Indien
- Perdicula asiatica vellorei – förekommer i södra Indien
- Perdicula asiatica asiatica – förekommer i norra och centrala Indien
- Perdicula asiatica ceylonensis – förekommer på Sri Lanka

## Levnadssätt
Djungelbuskvakteln förekommer i torra och ofta steniga buskmiljöer, från tunt gräs till rätt täta lövskogar. Information om födan är bristfällig, men den tros leva på frön, men även insekter. Arten häckar från slutet av regnperioden till slutet av vintern: januari till mars i Karnataka, oktober till mars på Deccan samt mars till april i östcentrala Indien och Sri Lanka. Arten är troligen stannfågel, dock flyttfågel i Nepal.

## Status och hot
Arten har ett stort utbredningsområde och en stor population med stabil utveckling som inte tros vara utsatt för något substantiellt hot. Utifrån dessa kriterier kategoriserar internationella naturvårdsunionen IUCN arten som livskraftig (LC). Världspopulationen har inte uppskattats men den beskrivs som generellt vanlig.